# Settimo Torinese
Settimo Torinese – miejscowość i gmina we Włoszech, w regionie Piemont, w prowincji Turyn.
Według danych na rok 2004 gminę zamieszkiwało 45 495 osób, 1421,7 os./km².

## Miasta partnerskie
- Chaville
- Valls